# Ahmed Soliman
Ahmed Muhammad 'Amr Soliman (in arabo احمد محمد عمر سليمان‎?; 11 dicembre 1965) è un ex cestista egiziano.

## Carriera
Con l'Egitto ha disputato i Giochi olimpici di Seul 1988.